# Corispermum pamiricum
Corispermum pamiricum är en amarantväxtart som beskrevs av Modest Mikhaĭlovich Iljin. Corispermum pamiricum ingår i släktet lusfrön, och familjen amarantväxter. Inga underarter finns listade i Catalogue of Life.